# Polizeiruf 110: Feindbild
Feindbild ist ein deutscher Kriminalfilm von Eoin Moore aus dem Jahr 2011. Es ist die 316. Folge innerhalb der Filmreihe Polizeiruf 110 und der dritte Fall für Hauptkommissar Alexander Bukow (Charly Hübner) und die LKA-Beamtin Katrin König (Anneke Kim Sarnau). Die Haupt-Gaststars dieser Folge sind Andreas Patton, Jürg Löw und Aleksandar Jovanovic.
Nachdem ein serbischer Sicherheitsbeamter ermordet worden ist, können Bukow und König einen Familienvater als Täter ermitteln, der gegen einen Pharmakonzern ankämpft. Bukow wird durch diesen Fall direkt mit seinem Erzfeind Subocek konfrontiert.

## Handlung
Kriminalhauptkommissar Alexander Bukow muss sich einer Befragung durch Katrin König vom LKA unterziehen. Obwohl beide schon einige Fälle zusammen gelöst haben, ist die Situation dieses Mal eine andere, denn Bukow ist der Beschuldigte. Seine Kollegin untersucht einen Korruptionsvorwurf gegen ihn, denn in seiner Dienstzeit in Berlin hatte Bukow es unter anderem auch mit dem serbischen Bandenchef Zoran Subocek zu tun. Dieser hatte verlauten lassen, dass Bukow sein Informant gewesen sei. Nachdem Bukows Sohn in Berlin für einige Tage im Auftrag Suboceks entführt worden war, verschwand Beweismaterial gegen den Serben. Dies wird nun Bukow angelastet. Anhand aufgetauchter Fotos ist ersichtlich, dass Subocek Bukow und seine Familie auch in Rostock überwachen und beobachten lässt.
Nachdem Miroslaw Badza, der die Fotos von Bukow und König gemacht hatte, ermordet aufgefunden wird, hält König es kurzzeitig für möglich, dass ihr Kollege Bukow gegenüber dem Mann handgreiflich geworden ist. Doch schnell stellt sich heraus, dass ein Lutz Brückmann zuletzt mit dem Opfer gesehen wurde und dass dieser auch sehr wahrscheinlich der Täter ist. Brückmann führte einen privaten Feldzug gegen Dr. Ferdinand Geiger, den Leiter eines Pharmakonzerns, da seine fünfjährige Tochter nach einer Impfung mit einem neuen, noch nicht ausreichend getesteten Serum, gestorben war. Badza arbeitete für Geiger, deshalb waren beide aneinandergeraten. Geiger lässt Pharmastudien manipulieren, um schwere Nebenwirkungen seiner Medikamente zu vertuschen.
Da Miroslaw Badza nicht nur Serbe, sondern auch der Cousin von Zoran Subocek war, ruft dies den Mafiachef persönlich auf den Plan. Für Bukow ist klar, dass Brückmann damit ein Todeskandidat ist. Das bringt Bukow in einen gewaltigen Konflikt. Er gesteht König im Vertrauen, seinerzeit den Kronzeugen, der gegen Subocek aussagen wollte, verraten und Beweismittel manipuliert zu haben, um seinem Sohn damit das Leben zu retten. Wenn er Subocek festnehmen würde, um Brückmann vor diesem zu schützen, wäre dies ein Todesurteil für Bukow und seine Familie.
Während der Ermittlungen stoßen die Beamten auf den angeblichen Selbstmord eines Mitarbeiters der Pharmafirma, gegen die Brückmann kämpft und gegen die er Beweise gesammelt hat, was für König erst recht Anlass ist, sein Leben zu schützen. Nach Brückmanns Angabe wollte der Informant zur Polizei und der angebliche Selbstmord war das Ergebnis. Nach Königs Erkenntnissen ist selbst Staatsanwalt Evers mit in den Pharmaskandal verwickelt.
Brückmann läuft inzwischen Amok und dringt in Geigers Villa ein. Ehe er Geiger und seiner Tochter etwas antun kann, erscheinen Bukow und König. Doch auch Subocek ist in der Villa und erschießt Brückmann, woraufhin er von Katrin König festgenommen wird. Bukow bleibt skeptisch und befürchtet Konsequenzen der serbischen Mafia.

## Hintergrund
Katrin König wurde vom LKA beauftragt, Bukow zu beobachten, da es in seiner Vergangenheit einige Unklarheiten gibt, die in einem Korruptionsvorwurf gegen ihn gipfeln. Dieser Konflikt zwischen den beiden Ermittlern zieht sich weiter durch ihre gemeinsamen Fälle.

## Kritik
Rainer Tittelbach von tittelbach.tv urteilt: „Zwei tickende Zeitbomben machen Rostock unsicher und für Bukow wird es eng. Sarnau und Hübner machen so weiter, wo sie 2010 begonnen haben: physisch, dynamisch, realistisch. Atmosphäre triumphiert über Dramaturgie: Whodunit ist nicht! Die Handkamera ist der King, die Wahrnehmung ist flüchtig. Man bekommt eher mal etwas nicht mit, als dass alles erklärt würde. ‚Feindbild‘ arbeitet mit Andeutungen, Assoziationen, Auslassungen. Bei so viel Realismus ist es fraglich, ob das Schwein am Ende auch bekommt, was es verdient.“
In der FAZ schreibt Hannes Hintermeier: „Bis zur Halbzeit ist [der Regisseur] damit beschäftigt, den Fall zu verknäueln, zur Entwirrung wird die Zeit dann knapp. Also drückt der Film aufs Tempo, setzt zunehmend auf Action; die Handkamera, die Martin Farkas vielfach verwendet, verleiht der Szenerie etwas Fahriges.“
Torben Gebhardt von Quotenmeter.de urteilt: „Es entspinnt sich ein sehr komplexes, zum Teil kaum noch nachvollziehbares Konstrukt. […] Der Zuschauer bleibt zum Teil auf der Strecke, der Sehgenuss ebenfalls. Die Frage lautet auch, wie lange sich die Zuschauer mit Bukow als Antihelden noch anfreunden können, oder ob sich der Plot mit der Zeit zu stark abnutzen könnte. Wer will schon auf Dauer permanent mit Problemen behaftete Krimihelden auf der Mattscheibe sehen? Die Zukunft wird es zeigen.“